# Alex Song
Alexandre Dimitri „Alex“ Song Billong (* 9. September 1987 in Douala) ist ein kamerunisch-französischer ehemaliger Fußballspieler, der als Mittelfeldspieler agierte.

## Karriere

### Verein

#### SC Bastia
Seine Karriere begann er beim SC Bastia in Frankreich. Im Sommer 2003 gab er sein Debüt für die B-Mannschaft des Vereins und regte durch gute Auftritte die Aufmerksamkeit des damaligen Trainers François Ciccolini auf sich. So kam es, dass ihn dieser in der Folgesaison ins Aufgebot der Erstligamannschaft aufnahm und Song zu seinem ersten Profispiel kam.

#### FC Arsenal

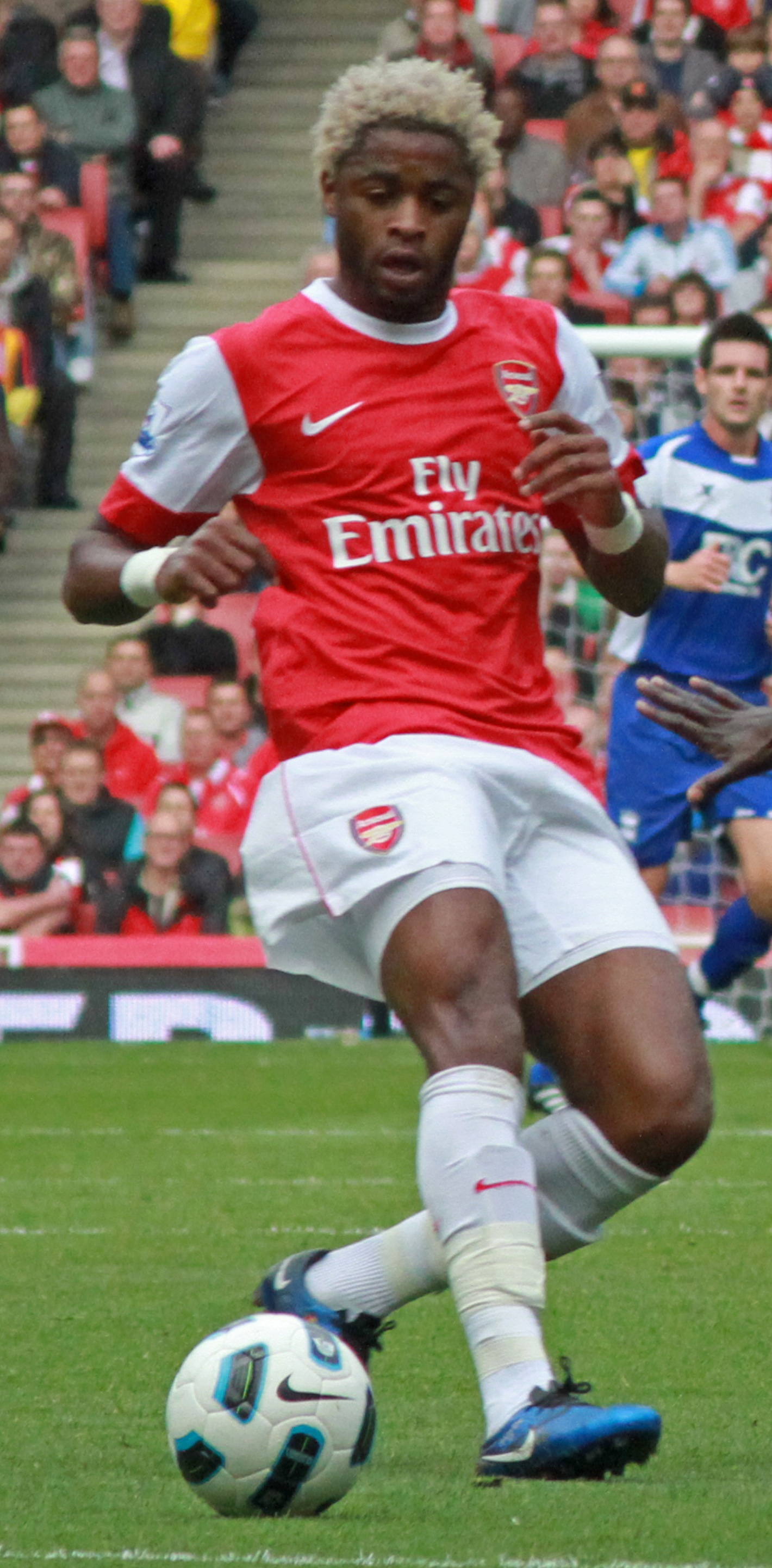
Alexander Song, Oktober 2010

Anfang der Saison 2005/06 wechselte für ca. 700.000 Euro leihweise zum FC Arsenal in die englische Premier League. Am 19. September 2005 gab er gegen den FC Everton sein Pflichtspieldebüt für die Londoner. Nach einer Saison nutzen die Gunners die Kaufoption auf Song und verpflichteten ihn für 2,75 Millionen Pfund. Am 9. Januar 2006 erzielte der Defensivspezialist beim 6:3-Sieg im League Cup gegen den FC Liverpool seinen ersten Treffer für Arsenal. Kurz darauf wurde Song für den Rest der Spielzeit an Charlton Athletic ausgeliehen. Im Sommer kehrte er zurück. Seit der Saison 2008/09 setzte Arsène Wenger vermehrt auf den Youngster und gab ihm die Möglichkeit, sich ins Team zu spielen. Seit Ende 2010 war Song bei Arsenal als Stammspieler gesetzt und brachte durchgehend konstant überzeugende Leistungen. In der Saison 2010/11 spielte er zumeist neben Jack Wilshere in einer Doppelsechs und erzielte unter anderem Tore gegen Manchester City und den FC Chelsea. Auch in der Champions League beim 5:1-Erfolg gegen Schachtar Donezk steuerte Song einen sehenswerten Treffer bei, indem er den Ball mit einem Rabona-Schuss über die Linie bugsierte.
In der darauffolgenden Saison war Song bei der 2:8-Niederlage gegen Manchester United wegen einer Tätlichkeit an Joey Barton im ersten Spieltag, die erst im Nachhinein bestraft wurde, gesperrt und konnte nur zusehen. Danach avancierte Song im Laufe der Hinrunde zum Leistungsträger der Gunners. Besonderes Aufsehen erregte er im Rückspiel der Champions League beim 2:1-Sieg gegen Borussia Dortmund, als er die halbe Defensive ausdribbelte und mit einer präzisen Flanke das zwischenzeitliche 1:0 durch Robin van Persie vorbereitete.

#### FC Barcelona
In der Sommerpause 2012 wechselte Song zum spanischen Erstligisten FC Barcelona. Die Ablösesumme betrug 19 Millionen Euro. Er unterschrieb einen Fünfjahresvertrag bis zum 30. Juni 2017.

#### West Ham United
Am 30. August 2014 wechselte Song bis zum Ende der Saison 2014/15 auf Leihbasis zu West Ham United. Nach Ablauf der Leihe kehrte Song zunächst nach Barcelona zurück, wurde aber am 1. September 2015 erneut an West Ham United ausgeliehen.

#### Rubin Kasan
Nach Ende der Leihe bei West Ham United kehrte Song zur Saison 2016/17 nicht nach Barcelona zurück, sondern stieg ins Training des russischen Erstligisten Rubin Kasan ein, mit dem der FC Barcelona am 21. Juli eine vorläufige Einigung erzielte. Am 1. August löste Song seinen Vertrag mit dem FC Barcelona schließlich auf und schloss sich offiziell Rubin Kasan an.

### Nationalmannschaft
Der defensive Mittelfeldspieler spielte bereits in der französischen U-16-, U-17- und U-20-Nationalmannschaft. Im Erwachsenenalter entschied er sich, für sein Heimatland Kamerun aufzulaufen.
Sein Debüt für die Nationalmannschaft gab er am 15. November 2005 bei einem Vorbereitungsspiel für den Afrika-Cup 2006 gegen Marokko, als er in der 80. Minute eingewechselt wurde. 2008 wurde Song von Trainer Otto Pfister für den Kader der kamerunischen Fußballnationalmannschaft bei der Afrikameisterschaft 2008 nominiert. Dort gelangte die Mannschaft ins Finale, scheiterte aber durch ein 0:1 an Ägypten. In dieser Partie musste Song nach 16 Minuten verletzt ausgewechselt werden. An jeder Partie des Turniers nahm er teil. Nach dem Turnier wurde er in die „Best XI“-Auswahl der elf besten Spieler des Cups gewählt.
er nahm 2014 an der Fußball-Weltmeisterschaft in Brasilien teil. Im Spiel gegen Kroatien sah er rot, nachdem er ohne erkennbaren Grund Mario Mandzukic den Ellenbogen in den Rücken gerammt hatte. Kamerun schied in der Vorrunde aus.
Als Folge seiner Nichtberücksichtigung für Kameruns Kader zum Afrika-Cup 2015, trat Song aus der Nationalmannschaft zurück.

## Erfolge
- Spanischer Meister: 2013

## Sonstiges
Song besitzt neben der kamerunischen auch die französische Staatsangehörigkeit.
Sein Cousin Rigobert Song – allerdings bezeichnet er ihn eher als seinen Onkel – war ebenfalls Profifußballer und spielte zuletzt bei Trabzonspor in der Türkei. Beide Kicker haben auch schon gemeinsam das Trikot der Nationalmannschaft Kameruns getragen.